# HTC One S
De HTC One S is een smartphone van het Taiwanese bedrijf HTC. Het toestel moet het mid-rangetoestel worden van de HTC One-serie en werd tegelijk uitgebracht met de high-endsmartphone One X en het low-budgettoestel One V.
De One S is uitgerust met het besturingssysteem van de Amerikaanse zoekgigant Google, Android v4.0, ook wel Ice Cream Sandwich genoemd. Aan het einde van oktober 2012 wordt een update verwacht naar de nieuwste versie van Android, ook wel Jelly Bean geheten. Als grafische schil maakt HTC niet gebruik van de standaard ingebouwde gebruikersinterface, maar voegt het bedrijf zijn eigen grafische schil toe, genaamd HTC Sense UI. Dit is alweer de vierde versie van de grafische schil en is helemaal herontworpen zoals eigenlijk was bedoeld, om alles zo ruim mogelijk te laten lijken.
De HTC One S heeft een super-amoled-aanraakscherm van 4,3 inch met een resolutie van 540 bij 960 pixels. De behuizing is gemaakt van aluminium, wat de telefoon een wat luxueuzer uitstraling geeft dan bijvoorbeeld de Samsung Galaxy S III, die voor het grootste deel uit plastic bestaat. Verder is er een 8MP-cameralens aan de achterkant aanwezig, met een Smart led-flitser en een 1,3MP-camera aan de voorkant.

## De HTC One SE
HTC heeft begin oktober 2012 bekendgemaakt dat er een nieuwe versie van de One S uitkomt. Deze draagt de naam HTC One SE, waar de "SE" staat voor "special edition". De One SE gaat draaien op de nieuwste Androidversie, met de nieuwe HTC Sense-schil, HTC Sense 4+. Ook zal de telefoon 64 GB opslaggeheugen hebben.
De telefoon zal uitkomen in twee verschillende witte tinten, maar in grote lijnen blijft de One SE hetzelfde als de One S.